# Физика битовых цепочек
Физика битовых цепочек — теория, которая предполагает, что реальность может быть представлена процессом операций над конечными строками бинарных символов или битов (1 и 0). Физика цепочек битов была развита из открытия Фредерика Паркера-Роудса 1964 года комбинаторной иерархии: четыре числа получены из чисто математического рекурсивного алгоритма, который соответствует относительным силам четырех фундаментальных взаимодействий. Эти взаимодействия характеризуются константами сильного, слабого, электромагнитного (постоянная тонкой структуры) и гравитационного взаимодействия. Другими ведущими участниками в этой области являются Х. Пьер Нойес, Тед Бастин, Клайв У. Килмистер, Джон Амсон, Майк Манти и Дэвид Макговеран.
Согласно Т. Бастину, комбинаторная иерархия генерируется суммой последовательности 3, 7, 127, 2127 − 1, которая начинается с числа 3 и каждый следующий член вычисляется согласно рекуррентной формуле an+1=2an–1 (эти четыре числа являются числами Каталана-Мерсенна).  Накопленная сумма этого ряда 3, 10, 137, 2127 + 136.  В работе утверждается, что последние четыре числа дают относительную силу сильного, слабого, электромагнитного и гравитационного взаимодйствия.
В 2001 году в статье Noyes были представлены доказательства предсказаний, сделанных теорией, которые впоследствии были подтверждены.

## Внешние ссылки
- Journal of the Western Regional Chapter of the Alternative Natural Philosophy Association. Stanford University.